# Cariacou
En mammalogie, l'appellation Cariacou désigne plusieurs espèces de Cervidés :
- un nom vernaculaire du Cerf de Virginie ou Chevreuil au Québec (Odocoileus virginianus)
- un nom vernaculaire du Daguet gris (Mazama gouazoubira), employé en Guyane française
- le nom scientifique d'espèce de la Biche des palétuviers (Odocoileus cariacou)